# Hans Giger
Hans Giger (* 6. Oktober 1929 in Chur) ist ein Schweizer Rechtswissenschafter. Er ist emeritierter Professor für das Schweizerische Zivilgesetzbuch und Obligationenrecht inklusiv Rechtsvergleichung an der Universität Zürich sowie ehemaliger Gastprofessor an der Universität Freiburg i.Ü. und zählt zu den führenden Rechtswissenschaftern der Schweiz.

## Leben
Geboren 1929 in Chur als Bürger von Quarten SG verbrachte Giger die Jugendjahre in Rheineck SG. Nach Abschluss einer kaufmännischen Lehre besuchte er die Kantonsschule St. Gallen und schloss sie 1950 mit der Maturität ab. Es folgten interdisziplinäre Studien an den Universitäten Zürich, Wien, Leiden/NL und London. Ab 1951 absolvierte er an der Universität Zürich ein Studium generale in Psychologie, Soziologie, Gerichtsmedizin, Psychiatrie, Philosophie und Wirtschaftswissenschaften. Das Hauptstudium der Rechtswissenschaft schloss er 1959 mit einer Dissertation zum Thema „Kriminologie der Entweichung“ ab und wurde mit dem Prädikat summa cum laude zum Doktor beider Rechte promoviert. Giger erwarb 1961 das Anwaltspatent zur Ausübung des Rechtsanwaltsberufs und gründete ein eigenes Anwaltsbüro, das er bis dato führt.
Giger setzte seine wissenschaftliche Weiterbildung und Forschungstätigkeit mit Schwerpunkt Privatrecht, Rechtsvergleichung, Privatrechtsphilosophie und philosophische, ökonomische und soziologische Phänomene des Rechts fort. Am City of London College schloss er 1963 die Studien in English and Comparative Law mit dem First Class Certificate with Distinction ab. Ein Forschungsaufenthalt am Max-Planck-Institut für ausländisches und internationales Privatrecht in Hamburg folgte.
1968 habilitierte sich Giger an der Rechts- und Staatswissenschaftlichen Fakultät der Universität Zürich mit der Monographie „Das Schicksal des Rechts beim Subjektswechsel“ (Publikation von 3 Bänden). Mit der Publikation von Band I erhielt er die venia legendi für Schweizerisches Zivilgesetzbuch und Obligationenrecht (Privatrecht) mit Einschluss der Rechtsvergleichung. Im gleichen Jahr übernahm er das Präsidium der Kommission zur Bearbeitung von Fragen der Studien- und Ausbildungsreform des Schweizerischen Anwaltsverbandes. Giger lehrte an der Universität Zürich bis zu seiner Emeritierung im Jahre 1996.
Mit der Abhandlung „Zur Psychologie des Identifizierungsprozesses“ schloss Giger 1972 die Studien in Psychologie, Soziologie und Philosophie an der Philosophischen Fakultät I der Universität Zürich ab. Er wurde mit dem Prädikat summa cum laude zum Dr. phil. I promoviert. Anschliessend absolvierte er ein ergänzendes Ökonomiestudium an der Rechts- und Staatswissenschaftlichen Fakultät der Universität Zürich mit fachübergreifenden Vorlesungen.
1976 wurde Giger zum Professor der Rechts- und Staatswissenschaftlichen Fakultät der Universität Zürich (heute: Rechtswissenschaftliche Fakultät) ernannt. Im Rahmen seiner Lehrtätigkeit führte er Rhetorik und Kommunikation als Unterrichtsfach für Juristen ein und hielt während zehn Jahren die Grundlagenvorlesung „Zivilrecht für Ökonomen“.
Die wissenschaftliche Mitwirkung in der politischen Willensbildung zog sich wie ein roter Faden durch Gigers Berufskarriere. Bereits 1973 wurde er vom Schweizer Bundesrat mit Beschluss vom 19. März 1973 zum Mitglied der Expertenkommission für die Revision des Abzahlungsrechts ernannt. Ab 1983 war er im Vorfeld der Entstehung des Konsumkreditgesetzes KKG Berater von National- und Ständeräten (Schweizer Parlament).
Auf seine Initiative gehen ab 1977 die Gründungen der „Wissenschaftlichen Vereinigung zur Pflege des Wirtschafts- und Konsumentenschutzrechts VKR“, der „Wissenschaftlichen Vereinigung zur Pflege von Rhetorik, Informationsverarbeitung und Kommunikation RIK“, die er beide präsidierte, sowie der „Arbeitsgemeinschaft für Konsumentenrechtsberatung KRB“ zurück. Ausserdem ist er Gründer und Präsident der „Ständigen Schweizerischen Schiedsgerichtsorganisation SGO“.
Im Zuge seiner wissenschaftlichen Tätigkeit wurde er ab 1982 Mitglied verschiedener nationaler und internationaler Vereinigungen, u. a. der European Research Association for Consumers Affairs (Belgien), der Zivilrechtslehrervereinigung Deutschlands Zivilrechtslehrervereinigung, der Gesellschaft für Rechtsvergleichung, der International Academy of Commercial and Consumer Law (USA), in der er Landesvertreter für die Schweiz war.
Der Regierungsrat des Kantons Freiburg ernannte ihn für das Wintersemester 1990/91 zum Gastprofessor an der Universität Freiburg im Üechtland.
Von 2004 bis 2009 war Giger Honorarkonsul der Republik Nicaragua.
Als Kommentator u. a. des Strassenverkehrsgesetzes SVG gründete er 2008 die Zeitschrift „Strassenverkehr/Circulation routière“ und im Jahre 2012 das Forschungsinstitut für Strassenverkehrsrecht.

## Wissenschaft
Hans Giger gilt als einer der führenden Rechtswissenschafter des 20. Jahrhunderts. Mit seinem umfangreichen Schrifttum deckt er ein breites Spektrum wissenschaftlicher Themenstellungen ab. Seine Publikationen befassen sich mit Problemen des Privat- und Wirtschaftsrechts, der Rechtsvergleichung und Rechtspolitik, der Privatrechtsphilosophie sowie den soziologischen und psychologischen Phänomenen des Rechts. Kommentare zu Kaufrecht, Mietrecht und Strassenverkehrsgesetz sowie eine Reihe wirtschafts-, teilzahlungs-, haftpflichtrechtlicher, rechtsmethodischer und rechtstheoretischer, ordnungs- und bildungspolitischer Schriften zeugen von aussergewöhnlichem interdisziplinärem Denken. Gigers Abhandlungen sind gekennzeichnet durch eine kritische Auseinandersetzung mit ordnungspolitischem, grundsatz- und entwicklungsorientiertem Gedankengut.
Die Ergebnisse seiner Forschungen provozieren Auseinandersetzungen und schöpferische Prozesse bei Studierenden, Doktoranden und den an seinem Schrifttum interessierten Fachleuten. Gigers Vorlesungen, Übungen und Seminare sind für Generationen von angehenden Juristen zu Quellen für kreative Sichtweisen gegenüber herkömmlichen Interpretationen geworden. Im Sommersemester 1969 peilte er mit der Vorlesung „Einführung in die juristische Rhetorik mit Übungen“ das geisteswissenschaftlich Verbindende an: das gemeinsame Ziel all dieser Disziplinen, nämlich das Verstehen des Menschen in und aus seiner Umgebung heraus. Es entspricht seiner Überzeugung, dass jedes rein fachlich ausgerichtete Denken der Ergänzung bedarf, um den praktischen Aufgaben gerecht werden zu können.
Wegleitend für seine wissenschaftlichen Arbeiten ist sein Sinn für das Mass für die unverrückbaren anthropomorphen Werte, wie sie von ihm in liberalem Sinn verstanden werden: Menschenwürde und Lebensqualität, Freiheit, Selbstverantwortung und Ethik. In Phasen des ordnungspolitischen Paradigmenwechsels brachte er häufig neue Perspektiven ins Spiel, die in die Schweizer Gesetzgebung mehrfach Eingang fanden und die Rechtsprechung wesentlich beeinflussten.

## Ehrungen
- 1989: Festschrift zum 60. Geburtstag: Freiheit und Zwang. Rechtliche, wirtschaftliche und gesellschaftliche Aspekte (Bern 1989). Mit Geleitwort von Bundesrat Adolf Ogi. ISBN 978-3-0354-0005-2
- 1994: Festgabe zum 65. Geburtstag: In dubio pro libertate. Ausgewählte Schriften von Hans Giger über Rechts- und Ordnungspolitik im Bereich von Wirtschaft und Konsum Bern 1994. ISBN 978-3-7272-9238-5
- 1999: Interdisziplinäres Symposium an der ETH Zürich zum 70. Geburtstag „Ethik als Handlungsmaxime“.
- 2000: Festgabe Sammelband: Ethik als Handlungsmaxime (Bern 2000). Mit Grussbotschaft von Rektor Prof. Dr. Dr. h. c. theol. Hans Heinrich Schmid, Universität Zürich. ISBN 978-3-7272-9252-1
- 2002: Verleihung des Ehrenkreuzes I. Klasse für Wissenschaft und Kunst der Republik Österreich durch den österreichischen Bundespräsidenten Thomas Klestil.
- 2005: Symposium an der ETH Zürich zum 75. Geburtstag: „Bildungswesen im Umbruch. Forderungen von Politik, Wirtschaft und Gesellschaft“.
- 2006: Festgabe Sammelband: Bildungswesen im Umbruch. Forderungen von Politik, Wirtschaft und Gesellschaft. Zürich 2006. Mit Geleitwort von Bundespräsident Samuel Schmid. ISBN 978-3-03823-277-3
- 2009: Festschrift zum 80. Geburtstag: Gedanken zur Gerechtigkeit. Bern 2009. Mit Geleitwort von Bundesrätin Doris Leuthard, Vizepräsidentin des Bundesrates. ISBN 978-3-7272-2954-1
- 2009: Verleihung des Grossen Silbernen Ehrenzeichens für Verdienste um die Republik Österreich durch den österreichischen Bundespräsidenten Heinz Fischer.

## Publikationen
Hans Gigers wissenschaftliches Schrifttum umfasst gegen 250 Werke. Die Werke teilen sich auf in Gesetzeskommentare, Handbücher, Monographien, grössere Abhandlungen, Aufsätze, Sammelbände und Schriftenreihen, für die er als Herausgeber oder Mitherausgeber zeichnet.
- Literaturverzeichnis auf der Website von Hans Giger